# Flecktarn
Flecktarn，也称为Flecktarnmuster或Fleckentarn，是一个三色、四色、五色或六色破坏性迷彩图案家族，最常见的是五色图案，由深绿色、灰绿色、红棕色和黑色组成，底色为浅绿色或棕褐色，具体设计具体取决于制造商。最初的德国五色图案是为欧洲温带林地地形而设计的。一种名为Tropentarn（热带迷彩） （以前称为 Wüstentarn）的三色变体适用于干旱和沙漠条件；德国联邦国防军在阿富汗就曾佩戴过它。德国五色flecktarn已被许多国家采用，并逐渐出现变种。

## 历史
德国陆军在二战前就开始尝试迷彩图案，部分陆军部队使用了1931 年首次发布的Splittermuster（分裂图案）迷彩。 武装党卫军作战部队从 1935 年开始使用各种图案。

## 现代图案
1976 年，德国联邦国防军开发了多种迷彩图案原型，用于替代纯橄榄灰色“鼹鼠皮”作战服。至少测试了四种不同的迷彩图案。这些都是基于环境的色彩，一个被称为“dots”或“points”；另一种被称为“Ragged Leaf”或“Saw Tooth Edge”；是一种是基于冬季的松针。

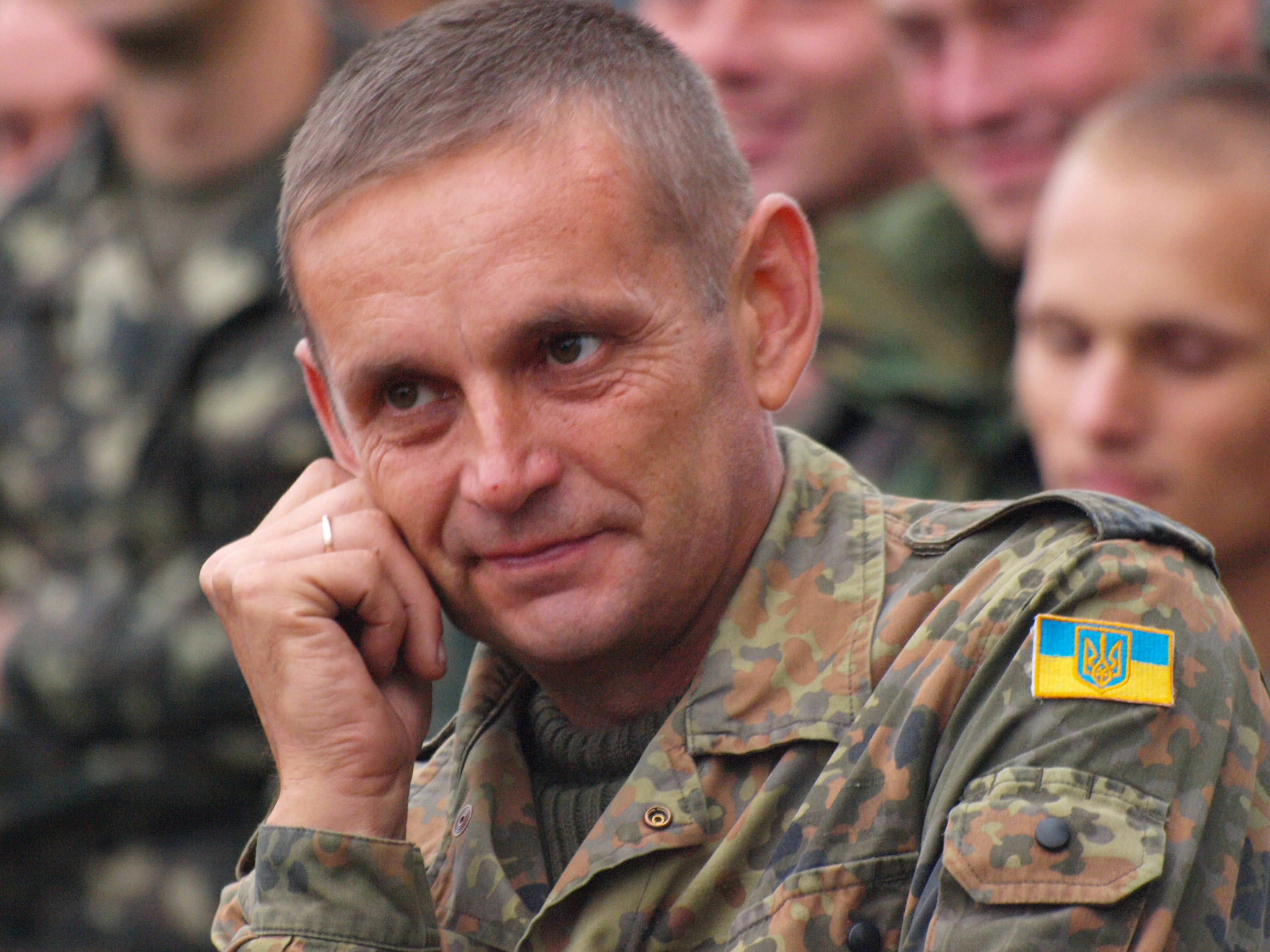
2015年乌克兰国民警卫队身穿Flecktarn。

由德国 Marquardt & Schulz 公司设计，多种图案由德国军方开发和测试。选择名为“Flecktarn B”的图案作为最终使用的图案。 flecktarn 一词是由德语单词Fleck（斑点、污点、标记或斑驳）和Tarnung（迷彩）组成的合成词。然而，在整个 20 世纪 80 年代，德国联邦国防军在进行试验期间一直保留着绿色作战服。Flecktarn直到 1990 年才在新统一的德国广泛引入。
荷兰政府曾考虑过使用Flecktarn，但由于财政和政治原因而被放弃。
在德国，所有联邦国防军军种、德国空军、一些海军陆战队（海军）部队，甚至医疗服务都使用Flecktarn迷彩图案。它的正式名称是5 Farben-Tarndruck der Bundeswehr（联邦国防军的五色迷彩印花）。这种温带Flecktarn五色方案由 15% 浅绿色、20% 浅橄榄色、35% 深绿色、20% 棕色和 10% 黑色组成。荷兰军方测试了该图案并拒绝了它，据称是因为它“过于激进”。Flecktarn 被认为是有争议的，因为它与武装党卫队的图案相似，后者也使用了各种颜色的圆点。

## 变体

### 比利时
1988 年至 2000 年间，flecktarn被比利时空军的空军基地安全和防空部队使用。该型号与原始型号没有变化，但比最终的联邦国防军生产型号略大。值得注意的是，德国开发的这款型号在引入德国联邦国防军大约三年前就被比利时空军投入了普遍使用。采用模块化套件和斑点图案来完成野战裤、衬衫和派克大衣的图案。

### 日本
日本采用了基于斑点的图案，称为2型迷彩或界泰，自 1985 年以来一直在日本陆上自卫队使用。该图案是米色背景上的浅绿色、棕色和黑色组成的四色版本。沙漠版本也在使用中。

### 中国
03型高原迷彩是一种五色斑点图案，曾于2000年代初期由中国军队在西藏使用。它由灰色、浅棕色、中棕色和黑色的沙子底色组成。最终被07式荒漠迷彩作训服的四色数字化版本所取代。

### 波兰
SPAP（波兰国家警察反恐单位）使用了名为WZ AT 1 Plamaik的五色斑点变体，俗称Metro。该图案的不同之处在于，它以相对较短的间隔在印刷品中定期重复。被称为Gepard 的林地版本已被ABW（波兰内部安全局）使用。还开发了五色沙漠版本。
华沙警察局大都会警察司令部执行部正在使用 Kama 制造的 flecktarn 迷彩服。

### 印度尼西亚
2022 年 6 月，印度尼西亚的DENSUS 88 AT（警察反恐部队）穿着受flecktarn影响的六色迷彩服，由棕褐色底色、三种绿色、巧克力棕色和近黑色组成。该单位的猫头鹰头标志离散地融入到图案中。

### 保加利亚
保加利亚军队于 2018 年采用了2005 年后颜色的原始德国五色图案的半数字化版本，称为M-18 ，但相同的图案在 2010 年代初期首次被一些俄罗斯特种部队空降部队使用。

### 也门
也门特种安全部队采用了五色数字化图案，可以说类似于flecktarn，但颜色较深，类似于 2005 年之前的配色。

### 商业变种
2013年，德国公司Mil-Tec推出了Flecktarn的新版本，称为Arid Flecktarn。它保留了原来的五色图案，但配色方案类似于MultiCam。它仍然是一个商业变体，没有被任何世界军队使用。
German Woodland是中国生产的五色flecktarn的商业复制品。该图案只是原始联邦国防军图案的一部分，绿色和棕色屏幕已颠倒。在阿里巴巴和全球速卖通网站上，它有时被列为flecktarn。正如2010 年奥什种族冲突期间所指出的那样，吉尔吉斯共和国武装部队的一些部门使用了这份中国版本。

## 使用国家
- 奥地利:EKO Cobra 使用其 Ulbrichts AM-95 头盔作为头盔套。
- 比利时: Flecktarn 被比利时空军基地安全部队使用，并于 2000 年被替代。
- 中國: 为执行训练和边防任务的解放军士兵所使用
- 德国:由联邦国防军使用
- 日本:由陸上自衛隊使用
- :有些在驻科部队与格鲁吉亚军队使用。
- :吉尔吉斯军队使用的复制版。
- 乌克兰: 被乌克兰武装部队的一些师使用，从特种部队到空降部队，包括亚速团。